# Godinje
Godinje este un sat din comuna Bar, Muntenegru,. Conform datelor de la recensământul din 2003, localitatea are 60 de locuitori (la recensământul din 1991 erau 41 de locuitori).

## Demografie
În satul Godinje locuiesc 52 de persoane adulte, iar vârsta medie a populației este de 54,8 de ani (52,7 la bărbați și 56,9 la femei). În localitate sunt 28 de gospodării, iar numărul mediu de membri în gospodărie este de 2,14.
|  |

| Demografie | Demografie | Demografie |
| An         | Locuitori  | Locuitori  |
| ---------- | ---------- | ---------- |
|            |            |            |
|            |            |            |
|            |            |            |
|            |            |            |
| 1948       | 371        |            |
| 1953       | 335        |            |
| 1961       | 236        |            |
| 1971       | 225        |            |
| 1981       | 79         |            |
| 1991       | 41         | 41         |
| 2003       | 60         | 60         |

| \| Componența etnică conform recensământului din 2003[2] \| Componența etnică conform recensământului din 2003[2] \| Componența etnică conform recensământului din 2003[2] \| Componența etnică conform recensământului din 2003[2] \| Componența etnică conform recensământului din 2003[2] \| \| ----------------------------------------------------- \| ----------------------------------------------------- \| ----------------------------------------------------- \| ----------------------------------------------------- \| ----------------------------------------------------- \| \| \| \| \| \| \| \| Muntenegreni \| Muntenegreni \| \| 45 \| 75% \| \| Sârbi \| Sârbi \| \| 12 \| 20% \| \| necunoscută \| necunoscută \| \| 0 \| 0% \| |              |  |    |     |
| Componența etnică conform recensământului din 2003 |              |  |    |     |
| |              |  |    |     |
| Muntenegreni | Muntenegreni |  | 45 | 75% |
| Sârbi | Sârbi        |  | 12 | 20% |
| necunoscută | necunoscută  |  | 0  | 0%  |